# Бенджи
 Тази статия е за кучето Бенджи.  За американския актьор вижте Бенджи Грегъри.  
Бенджи (на английски: Benji) е куче от смесена порода, което се появява в няколко филма между 1974 и 2004 г. То е малко, любвеобилно куче, обикновено помагащо на човек да преодолее проблем. Станало е нарицателно за куче, привързано силно към стопанина си. Режисьор на всички филми за Бенджи е Джо Камп.

## Кучета, стояли зад маската на Бенджи

### Хигинс
Хигинс (1957-†1975) е първото куче, играло Бенджи. Обучено е от треньора Франк Ин. То участва във филма „Бенджи“ (1974).
Преди да се превъплъти в ролята на Бенджи, Хигинс е участвал в много телевизионни сериали в средата на 60-те години. По време на филма „Бенджи“, той вече е на 15 години. Скоро след това се пенсионира и е заменен от дъщеря си.

### Бенджи 2
Бенджи 2 (Бенджън) (1973-†1991) е кучето, дъщеря на Хигинс. Тя играе Бенджи между 1977 г. и 1989 г.
Тя играе във филмите:„For The Love Of Benji“ (1977), „Oh Heavenly Dog“ (1980), „Benji The Hunted“ (1987) и други. Участва и в научнофантастичния сериал „Бенджи, Закс и звездният принц“. Тя е кучето, играло Бенджи най-дълго време.

### Бенджи 3
Бенджи 3 (2002) играе във филма „Benji: Off the Leash“ (2004). Това е последният филм за Бенджи. Очакват се нови негови участия.

## Филмография
- 1974, Benji (feature film)
- 1977, For the Love of Benji (feature film)
- 1977, The Phenomenon of Benji (Prime Time TV Special; ABC)
- 1978, Benji's Very Own Christmas Story (Prime Time TV Special; ABC)
- 1980, Oh, Heavenly Dog (feature film)
- 1980, Benji at Work (Prime Time TV Special; ABC)
- 1981, Benji Takes a Dive at Marineland (Prime Time TV Special; ABC)
- 1983, Benji, Zax & the Alien Prince (TV series; CBS)
- 1987, Benji the Hunted (feature film)
- 2004, Benji: Off the Leash! (feature film)

## Бенджи в България
Кучето Бенджи е познато на българските зрители първоначално със сериите на „Бенджи, Закс и звездният принц“, излъчвани по Канал 1 през 80-те години. От 2001 г. филмът Benji the Hunted (1987), в българския превод „Бенджи“ се излъчва по bTV, през интервал от около 3 – 4 месеца. От самото начало версията има български дублаж. Други филми за Бенджи не са излъчвани в България, но все пак той е завладял и българската публика.